# Uruguayaans voetbalelftal in 2004
Het Uruguayaans voetbalelftal speelde in totaal veertien interlands in het jaar 2004, waaronder zes duels bij de strijd om de Copa América in Peru. Daar eindigde de ploeg van bondscoach Jorge Fossati op de derde plaats na een 2-1-overwinning in de troostfinale op Colombia. Fossati volgde Juan Ramón Carrasco op nadat Uruguay op 31 maart in eigen huis met 3-0 was verslagen door het vele malen lager aangeslagen Venezuela. Die nederlaag kostte Carrasco zijn baan. Op de FIFA-wereldranglijst steeg Uruguay in 2004 van de 21ste (januari 2004) naar de 16de plaats (december 2004), hoewel de ploeg in juli nog naar de 32ste plaats was gezakt.

## Balans
| Wedstrijden | Wedstrijden | Wedstrijden | Wedstrijden | Doelpunten | Doelpunten | Doelpunten | Punten |
| Gespeeld    | Winst       | Gelijk      | Verlies     | Voor       | Tegen      | Saldo      | Punten |
| ----------- | ----------- | ----------- | ----------- | ---------- | ---------- | ---------- | ------ |
| 14          | 5           | 3           | 6           | 17         | 27         | –10        | 0.928  |

## Interlands
|                                               |                                      |       |         |                                                                                  |
| 18 februari Vriendschappelijk № 701 20:00 uur | Jamaica                              | 2 – 0 | Uruguay | National Stadium, Kingston Toeschouwers: 42.131 Scheidsrechter: Ted Gordon (T&T) |
| 18 februari Vriendschappelijk № 701 20:00 uur | Onandi Lowe 10' Jermaine Johnson 81' |       |         | National Stadium, Kingston Toeschouwers: 42.131 Scheidsrechter: Ted Gordon (T&T) |

|                                          |         |                                                          |           |                                                                                       |
| 31 maart WK-kwalificatie № 702 20:40 uur | Uruguay | 0 – 3                                                    | Venezuela | Estadio Centenario, Montevideo Toeschouwers: 42.131 Scheidsrechter: René Ortubé (BOL) |
| 31 maart WK-kwalificatie № 702 20:40 uur |         | 18' Gabriel Urdaneta 63' Héctor González 77' Juan Arango |           | Estadio Centenario, Montevideo Toeschouwers: 42.131 Scheidsrechter: René Ortubé (BOL) |

|                                        |                  |       |                                                              |                                                                                        |
| 1 juni WK-kwalificatie № 703 19:45 uur | Uruguay          | 1 – 3 | Peru                                                         | Estadio Centenario, Montevideo Toeschouwers: 23.329 Scheidsrechter: Rubén Selman (CHI) |
| 1 juni WK-kwalificatie № 703 19:45 uur | Diego Forlán 72' |       | 13' Nolberto Solano 19' Claudio Pizarro 62' Jefferson Farfán | Estadio Centenario, Montevideo Toeschouwers: 23.329 Scheidsrechter: Rubén Selman (CHI) |

|                                        |                                                                                               |       |         |                                                                                               |
| 6 juni WK-kwalificatie № 704 17:10 uur | Colombia                                                                                      | 5 – 0 | Uruguay | Estadio Metropolitano, Barranquilla Toeschouwers: 7.000 Scheidsrechter: Carlos Amarilla (PAR) |
| 6 juni WK-kwalificatie № 704 17:10 uur | Víctor Pacheco 17' Tressor Moreno 20' Víctor Pacheco 31' John Restrepo 81' Sergio Herrera 86' |       |         | Estadio Metropolitano, Barranquilla Toeschouwers: 7.000 Scheidsrechter: Carlos Amarilla (PAR) |

| Copa América |
| ------------ |

|                                   |                                      |       |                                    |                                                                                             |
| 7 juli Copa América Groep B № 705 | Mexico                               | 2 – 2 | Uruguay                            | Estadio Elias Aguirre, Chiclayo Toeschouwers: 18.472 Scheidsrechter: Gilberto Hidalgo (PER) |
| 7 juli Copa América Groep B № 705 | Ricardo Osorio 45+3' Pavel Pardo 69' |       | 43' Carlos Bueno 87' Paolo Montero | Estadio Elias Aguirre, Chiclayo Toeschouwers: 18.472 Scheidsrechter: Gilberto Hidalgo (PER) |

|                                    |                                   |       |                    |                                                                                          |
| 10 juli Copa América Groep B № 706 | Uruguay                           | 2 – 1 | Ecuador            | Estadio Elias Aguirre, Chiclayo Toeschouwers: 25.000 Scheidsrechter: Gustavo Brand (VEN) |
| 10 juli Copa América Groep B № 706 | Diego Forlán 61' Carlos Bueno 78' |       | 73' Franklin Salas | Estadio Elias Aguirre, Chiclayo Toeschouwers: 25.000 Scheidsrechter: Gustavo Brand (VEN) |

|                                    |                                                                               |       |                                          |                                                                                    |
| 13 juli Copa América Groep B № 707 | Argentinië                                                                    | 4 – 2 | Uruguay                                  | Estadio Miguel Grau, Piura Toeschouwers: 19.865 Scheidsrechter: Rubén Selman (CHI) |
| 13 juli Copa América Groep B № 707 | Kily González 19' Luciano Figueroa 20' Roberto Ayala 80' Luciano Figueroa 89' |       | 7' Fabian Estoyanoff 38' Vicente Sánchez | Estadio Miguel Grau, Piura Toeschouwers: 19.865 Scheidsrechter: Rubén Selman (CHI) |

|                                        |                    |       |                                                         |                                                                                         |
| 18 juli Copa América Kwartfinale № 708 | Paraguay           | 1 – 3 | Uruguay                                                 | Estadio Jorge Basadre, Tacna Toeschouwers: 19.850 Scheidsrechter: Héctor Baldassi (ARG) |
| 18 juli Copa América Kwartfinale № 708 | Carlos Gamarra 15' |       | 40' (pen.) Carlos Bueno 65' Darío Silva 88' Darío Silva | Estadio Jorge Basadre, Tacna Toeschouwers: 19.850 Scheidsrechter: Héctor Baldassi (ARG) |

|                                                   |                                                        |       |                                         |                                                                                   |
| 21 juli Copa América Halve finale № 709 19:45 uur | Uruguay                                                | 1 – 1 | Brazilië                                | Estadio Nacional, Lima Toeschouwers: 10.000 Scheidsrechter: Marco Rodríguez (MEX) |
| 21 juli Copa América Halve finale № 709 19:45 uur | Marcelo Sosa 22'                                       |       | 46' Adriano                             | Estadio Nacional, Lima Toeschouwers: 10.000 Scheidsrechter: Marco Rodríguez (MEX) |
| 21 juli Copa América Halve finale № 709 19:45 uur | Strafschoppen                                          |       |                                         | Estadio Nacional, Lima Toeschouwers: 10.000 Scheidsrechter: Marco Rodríguez (MEX) |
| 21 juli Copa América Halve finale № 709 19:45 uur | Darío Silva Sebastián Viera Omar Pouso Vicente Sánchez | 3 – 5 | Luisão Luís Fabiano Adriano Renato Alex | Estadio Nacional, Lima Toeschouwers: 10.000 Scheidsrechter: Marco Rodríguez (MEX) |

|                                         |                           |       |                                          |                                                                                            |
| 24 juli Copa América Troostfinale № 710 | Colombia                  | 1 – 2 | Uruguay                                  | Estadio Garcilaso de la Vega, Cuzco Toeschouwers: 35.000 Scheidsrechter: René Ortubé (BOL) |
| 24 juli Copa América Troostfinale № 710 | Sergio Herrera 70' (pen.) |       | 2' Fabián Estoyanoff 80' Vicente Sánchez | Estadio Garcilaso de la Vega, Cuzco Toeschouwers: 35.000 Scheidsrechter: René Ortubé (BOL) |

|  |  |  |  |  |  |  |  |  |

|                                             |                  |       |         |                                                                                            |
| 5 september WK-kwalificatie № 711 15:15 uur | Uruguay          | 1 – 0 | Ecuador | Estadio Centenario, Montevideo Toeschouwers: 28.000 Scheidsrechter: Gilberto Hidalgo (PER) |
| 5 september WK-kwalificatie № 711 15:15 uur | Carlos Bueno 57' |       |         | Estadio Centenario, Montevideo Toeschouwers: 28.000 Scheidsrechter: Gilberto Hidalgo (PER) |

|                                           |                                                                                |       |                                                    |                                                                                          |
| 9 oktober WK-kwalificatie № 712 19:00 uur | Argentinië                                                                     | 4 – 2 | Uruguay                                            | Estadio Monumental, Buenos Aires Toeschouwers: 42.707 Scheidsrechter: Wilson Souza (BRA) |
| 9 oktober WK-kwalificatie № 712 19:00 uur | Lucho González 6' Luciano Figueroa 32' Javier Zanetti 45' Luciano Figueroa 54' |       | 63' Cristian Rodríguez 86' (pen.) Javier Chevantón | Estadio Monumental, Buenos Aires Toeschouwers: 42.707 Scheidsrechter: Wilson Souza (BRA) |

|                                            |         |       |         |                                                                                          |
| 12 oktober WK-kwalificatie № 713 21:00 uur | Bolivia | 0 – 0 | Uruguay | Estadio Hernando Siles, La Paz Toeschouwers: 27.574 Scheidsrechter: Márcio Rezende (BRA) |
| 12 oktober WK-kwalificatie № 713 21:00 uur |         |       |         | Estadio Hernando Siles, La Paz Toeschouwers: 27.574 Scheidsrechter: Márcio Rezende (BRA) |

|                                   |                   |       |          |                                                                                        |
| 17 november WK-kwalificatie № 714 | Uruguay           | 1 – 0 | Paraguay | Estadio Centenario, Montevideo Toeschouwers: 28.000 Scheidsrechter: Carlos Simon (BRA) |
| 17 november WK-kwalificatie № 714 | Paolo Montero 78' |       |          | Estadio Centenario, Montevideo Toeschouwers: 28.000 Scheidsrechter: Carlos Simon (BRA) |

## FIFA-wereldranglijst
| JAN | FEB | MAR | APR | MEI | JUN | JUL | AUG | SEP | OKT | NOV | DEC |
| --- | --- | --- | --- | --- | --- | --- | --- | --- | --- | --- | --- |
| 21  | 22  | 23  | 25  | 25  | 29  | 32  | 19  | 19  | 17  | 19  | 16  |

## Statistieken
| Sebastián Viera       | 1983-03-07 | Club Nacional        | 6 | 0 | 0 | 6  | 0  |
| Luis Barbat           | 1968-06-17 | Danubio FC           | 4 | 1 | 0 | 10 | 0  |
| Gustavo Munúa         | 1978-01-27 | Deportivo La Coruña  | 4 | 0 | 0 | 21 | 0  |
| Verdediging           |            |                      |   |   |   |    |    |
| Darío Rodríguez       | 1974-09-17 | Schalke 04           | 9 | 0 | 0 | 32 | 2  |
| Joe Bizera            | 1980-05-17 | Peñarol              | 7 | 0 | 0 | 23 | 1  |
| Paolo Montero         | 1971-09-03 | Juventus             | 6 | 0 | 2 | 53 | 5  |
| Carlos Diogo          | 1983-07-18 | CA River Plate       | 6 | 0 | 0 | 9  | 0  |
| Alejandro Lembo       | 1978-02-15 | Real Betis Sevilla   | 4 | 0 | 0 | 39 | 2  |
| Alejandro Lago        | 1979-06-28 | CA Fénix             | 3 | 3 | 0 | 15 | 0  |
| Guillermo Rodríguez   | 1984-03-21 | Atlas Guadalajara    | 3 | 2 | 0 | 5  | 0  |
| Diego López           | 1974-08-22 | Cagliari Calcio      | 2 | 0 | 0 | 30 | 0  |
| Gonzalo Sorondo       | 1979-10-09 | Crystal Palace       | 2 | 0 | 0 | 26 | 0  |
| Jorge Curbelo         | 1981-12-21 | Standard Luik        | 1 | 0 | 0 | 1  | 0  |
| Cristian González     | 1976-12-19 | Peñarol              | 1 | 0 | 0 | 8  | 0  |
| Pablo Lima            | 1981-03-26 | Danubio FC           | 1 | 0 | 0 | 9  | 1  |
| Diego Lugano          | 1980-11-02 | São Paulo FC         | 1 | 0 | 0 | 2  | 0  |
| Pablo Melo            | 1982-07-04 | CA Cerro             | 1 | 0 | 0 | 2  | 0  |
| Middenveld            |            |                      |   |   |   |    |    |
| Marcelo Sosa          | 1978-06-02 | Atlético Madrid      | 9 | 2 | 1 | 23 | 2  |
| Javier Delgado        | 1975-07-08 | FK Saturn            | 7 | 0 | 0 | 11 | 0  |
| Cristian Rodríguez    | 1985-09-30 | Peñarol              | 6 | 1 | 1 | 8  | 1  |
| Gustavo Varela        | 1978-05-14 | Schalke 04           | 5 | 1 | 0 | 17 | 0  |
| Pablo García          | 1977-05-11 | CA Osasuna           | 4 | 1 | 0 | 43 | 1  |
| Omar Pouso            | 1980-02-28 | Danubio FC           | 4 | 1 | 0 | 5  | 0  |
| Álvaro Recoba         | 1976-03-17 | Inter Milaan         | 4 | 0 | 0 | 57 | 8  |
| Diego Pérez           | 1980-05-18 | AS Monaco            | 3 | 3 | 0 | 17 | 0  |
| Fabián Estoyanoff     | 1982-09-27 | CA Fénix             | 2 | 3 | 2 | 14 | 3  |
| Marcelo de Souza      | 1975-09-30 | Instituto Córdoba    | 2 | 0 | 0 | 2  | 0  |
| Jorge Martínez        | 1983-04-05 | Montevideo Wanderers | 2 | 0 | 0 | 7  | 0  |
| Juan Martín Parodi    | 1974-09-22 | Panionios            | 1 | 2 | 0 | 3  | 0  |
| Adrián Romero         | 1977-06-25 | Estudiantes La Plata | 1 | 1 | 0 | 7  | 1  |
| Fabián Canobbio       | 1980-03-08 | Celta de Vigo        | 1 | 0 | 0 | 3  | 0  |
| Gianni Guigou         | 1975-02-22 | AC Fiorentina        | 1 | 0 | 0 | 40 | 0  |
| Rubén Olivera         | 1983-05-04 | Juventus             | 1 | 0 | 0 | 14 | 0  |
| Mario Regueiro        | 1978-09-14 | Racing Santander     | 1 | 0 | 0 | 20 | 0  |
| Marcelo Romero        | 1976-07-04 | Málaga CF            | 1 | 0 | 0 | 24 | 0  |
| Gonzalo de los Santos | 1976-07-19 | RCD Mallorca         | 0 | 1 | 0 | 32 | 1  |
| Aanval                |            |                      |   |   |   |    |    |
| Darío Silva           | 1972-11-02 | Sevilla FC           | 7 | 1 | 2 | 47 | 14 |
| Diego Forlán          | 1979-05-19 | Villarreal CF        | 6 | 5 | 2 | 23 | 9  |
| Javier Chevantón      | 1980-08-17 | AS Monaco            | 6 | 1 | 1 | 18 | 7  |
| Carlos Bueno          | 1980-05-10 | Peñarol              | 5 | 2 | 4 | 14 | 7  |
| Vicente Sánchez       | 1979-12-07 | Deportivo Toluca     | 3 | 6 | 2 | 13 | 2  |
| Richard Núñez         | 1976-02-16 | Atlético Madrid      | 3 | 0 | 0 | 7  | 0  |
| Richard Morales       | 1975-02-21 | CA Osasuna           | 2 | 2 | 0 | 19 | 6  |
| Martín Ligüera        | 1980-11-09 | Club Nacional        | 2 | 0 | 0 | 13 | 6  |
| Germán Hornos         | 1982-08-21 | Real Valladolid      | 1 | 1 | 0 | 7  | 1  |
| Walter Pandiani       | 1976-04-27 | Birmingham City      | 1 | 1 | 0 | 4  | 0  |
| Antonio Pacheco       | 1976-04-11 | Albacete Balompié    | 1 | 0 | 0 | 12 | 3  |
| Marcelo Zalayeta      | 1978-12-05 | Juventus             | 1 | 0 | 0 | 23 | 7  |
| Fernando Correa       | 1974-01-06 | RCD Mallorca         | 0 | 2 | 0 | 4  | 0  |

AUF · A-internationals · Selecties · Bondscoaches · Uruguayaans vrouwenelftal · Olympisch elftal · Uruguay U21 · Uruguay U20 · Uruguay U19 · Uruguay U18 · Uruguay U17
1900 – 1909 ·
1910 – 1919 ·
1920 – 1929 ·
1930 – 1939 ·
1940 – 1949 ·
1950 – 1959 ·
1960 – 1969 ·
1970 – 1979 ·
1980 – 1989 ·
1990 – 1999 ·
2000 – 2009 ·
2010 – 2019 ·
2020 – 2029
WK 1930 · 
WK 1950 · 
WK 1954 · 
WK 1962 · 
WK 1966 · 
WK 1970 ·
WK 1974 · 
WK 1986 · 
WK 1990 · 
WK 2002 · 
WK 2010 · 
WK 2014 · 
WK 2018
OS 1924 · 
OS 1928 ·
OS 2012
1902 · 
1903 · 
1904 · 
1905 · 
1906 · 
1907 · 
1908 · 
1909 ·
1910 · 
1911 · 
1912 · 
1913 · 
1914 · 
1915 · 
1916 · 
1917 · 
1918 · 
1919 ·
1920 · 
1921 · 
1922 · 
1923 · 
1924 · 
1925 · 
1926 · 
1927 · 
1928 · 
1929 ·
1930 · 
1931 · 
1932 · 
1933 · 
1934 · 
1935 · 
1936 · 
1937 · 
1938 · 
1939 ·
1940 · 
1941 · 
1942 · 
1943 · 
1944 · 
1945 · 
1946 · 
1947 · 
1948 · 
1949 ·
1950 · 
1951 · 
1952 · 
1953 · 
1954 · 
1955 · 
1956 · 
1957 · 
1958 · 
1959 ·
1960 · 
1961 · 
1962 · 
1963 · 
1964 · 
1965 · 
1966 · 
1967 · 
1968 · 
1969 ·
1970 · 
1971 · 
1972 · 
1973 · 
1974 · 
1975 · 
1976 · 
1977 · 
1978 · 
1979 ·
1980 · 
1981 · 
1982 · 
1983 · 
1984 · 
1985 · 
1986 · 
1987 · 
1988 · 
1989 ·
1990 ·
1991 · 
1992 · 
1993 · 
1994 · 
1995 · 
1996 · 
1997 · 
1998 · 
1999 · 
2000 · 
2001 · 
2002 · 
2003 · 
2004 · 
2005 · 
2006 · 
2007 · 
2008 · 
2009 · 
2010 · 
2011 · 
2012 · 
2013 · 
2014 · 
2015 · 
2016 ·
2017 ·
2018 ·
2019 ·
2020 ·
2021 ·
2022 ·
2023 ·
2024
Algerije ·
Angola ·
Argentinië ·
Australië ·
België ·
Bolivia ·
Brazilië ·
Bulgarije ·
Canada ·
Chili ·
China ·
Colombia ·
Costa Rica ·
Cuba ·
DDR ·
Denemarken ·
Duitsland ·
Ecuador ·
Egypte ·
Engeland ·
Estland ·
 Finland ·
Frankrijk ·
Georgië ·
Ghana ·
Guatemala ·
Haïti ·
Honduras ·
Hongarije ·
Ierland ·
India ·
Indonesië ·
Irak ·
Iran ·
Israël ·
Italië ·
Ivoorkust ·
Jamaica ·
Japan ·
Joegoslavië ·
Jordanië ·
Libië ·
Luxemburg ·
Maleisië ·
Mexico ·
Marokko ·
Nederland ·
Nicaragua ·
Nieuw-Zeeland ·
Nigeria ·
Noord-Ierland ·
Noorwegen ·
Oekraïne ·
Oezbekistan ·
Oman ·
Oostenrijk ·
Panama ·
Paraguay ·
Peru ·
Polen ·
Portugal ·
Roemenië ·
Rusland ·
Saarland ·
Saoedi-Arabië ·
Schotland ·
Senegal ·
Servië & Montenegro ·
Singapore ·
Slovenië ·
Sovjet-Unie ·
Spanje ·
Tahiti ·
Thailand ·
Trinidad en Tobago · 
Tsjechië ·
Tsjecho-Slowakije ·
Tunesië · 
Turkije ·
Venezuela ·
Verenigde Arabische Emiraten ·
Verenigde Staten ·
Wales ·
Zuid-Afrika ·
Zuid-Korea ·
Zweden ·
Zwitserland
Argentinië (1986) ·
België (1990) ·
Brazilië (1950) · 
Colombia (2014) ·
Costa Rica (2014) ·
Denemarken (1986) ·
Denemarken (2002) ·
Duitsland (2010) ·
Egypte (2018) ·
Engeland (2014) ·
Frankrijk (2002) ·
Frankrijk (2010) ·
Frankrijk (2018) ·
Ghana (2010) ·
Italië (1990) ·
Italië (2014) ·
Mexico (2010) ·
Nederland (1974) ·
Nederland (2010) ·
Portugal (2018) ·
Rusland (2018) ·
Saoedi-Arabië (2018) ·
Schotland (1986) ·
Senegal (2002) ·
Spanje (1990) ·
West-Duitsland (1986) ·
Zuid-Afrika (2010) ·
Zuid-Korea (1990) ·
Zuid-Korea (2010)